# Валиев, Ахметзагит Кадраевич
Ахметзаги́т Кадра́евич Вали́ев (22 апреля 1930, с. Тузлукушево, Башкирская АССР — 2 декабря 2009, там же) — начальник механизированного отряда по возделыванию зерновых культур, Герой Социалистического Труда.

## Биография
Ахматзагит Кадраевич Валиев родился 22 апреля 1930 года в с. Тузлукушево (ныне — Чекмагушевского района Башкирии). Образование — неполное среднее.
Трудовую деятельность начал в 1943 году в колхозе имени Кирова Чекмагушевского района. С 1952 г. работал трактористом, в 1961 году возглавил механизированный отряд по возделыванию зерновых культур.
А. К. Валиев личным трудом показывал пример высокопроизводительного использования техники. Площадь зерновых, обрабатываемых его механизированным отрядом, в 1961 г. составляла 720 гектаров, а в 1965 г. возросла до 750 гектаров. Урожайность соответственно возросла с 16 центнеров до 20,3 центнера с гектара. Выработка на один условный трактор составила в 1961 г. 1 076 гектаров мягкой пахотной земли, или 123 процента к плану, а к концу семилетки — 1283 гектара, или 162 процента к плану.
За успехи, достигнутые в увеличении производства и заготовок пшеницы, ржи, гречихи, других зерновых и кормовых культур и высокопроизводительном использовании техники, Указом Президиума Верховного Совета СССР от 23 июня 1966 г. А. К. Валиеву присвоено звание Героя Социалистического Труда.
С 1973 года работал в системе производственного объединения «Башнефть». Пенсионер с 1975 года.
Жил в городе Дюртюли. Умер 2 декабря 2009 года.

## Награды
- Герой Социалистического Труда (1966)
- Награждён орденом Ленина (1966)
- Золотая медаль Выставки достижений народного хозяйства СССР.